# Acide 4-nitrobenzoïque
L'acide 4-nitrobenzoïque est un acide carboxylique portant un groupe nitro et de formule C6H4(NO2)CO2H.